# Pancauka
Pancauka is een bestuurslaag in het regentschap Padang Lawas van de provincie Noord-Sumatra, Indonesië. Pancauka telt 340 inwoners (volkstelling 2010).